# Nationaal Park Mealy Mountains
Het Nationaal Park Mealy Mountains (officieel: Akami−Uapishkᵘ−KakKasuak−Mealy Mountains National Park Reserve) is een nationaal park in de Canadese provincie Newfoundland en Labrador. Het park ligt in het zuidoosten van de regio Labrador en is met 10.700 km² het grootste nationaal park in Oost-Canada en het grootste beschermde gebied in oostelijk Noord-Amerika.
Het park, dat officieel nog de status van national park reserve draagt, beschermt een groot deel van de Mealy Mountains tezamen met de omliggende boreale wouden, toendra en meer dan 50 km aan kustlijn van de Labradorzee, evenals de zuidkust van het enorme Lake Melville.

## Zie ook

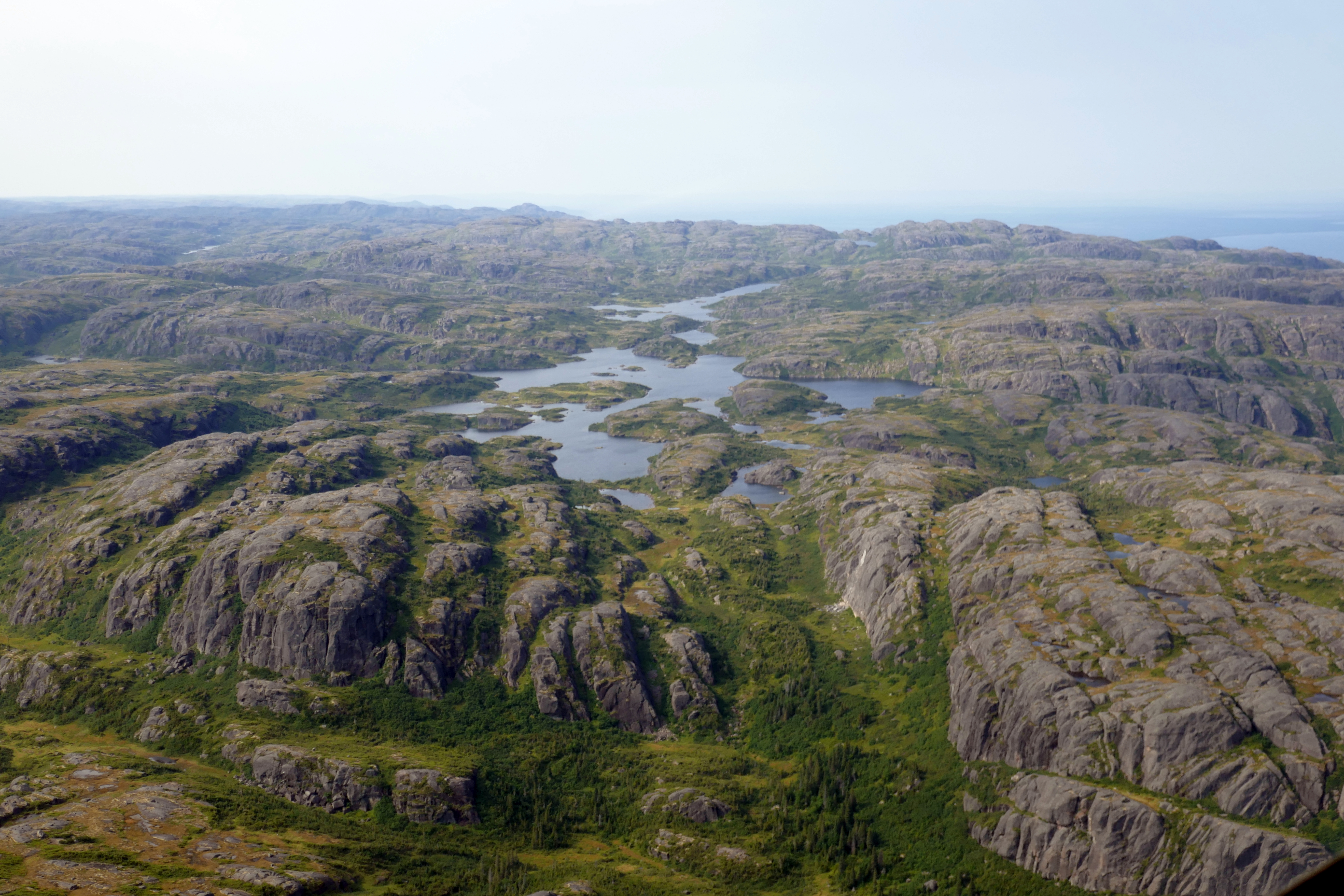
Ruwe bergtoppen in het westen van het park

## Naam
De officiële benaming Akami−Uapishkᵘ−KakKasuak−Mealy Mountains National Park Reserve is een drietalige naam in het Innu, Inuit en Engels. Akami−Uapishkᵘ is de naam van de Mealy Mountains in het Innu, terwijl KakKasuak in het Labradors-Inuit "berg" betekent.

## Geografie
Het Nationaal Park Mealy Mountains telt honderden meren, waaronder Kaku-nipi (5,0 km2) en Memekueshu-nipi (3,5 km2). Centraal in het park bevindt zich de bron van de Eagle River, de op vier na langste rivier van de regio Labrador en een van de belangrijkste paaigebieden van de Atlantische zalm in Noord-Amerika. De eveneens grote North River is van bron tot monding het park gelegen. Nabij die monding ligt een klein spookdorp met de naam North River.
Aan de oostkust van het nationaal park, onder meer aan de oevers van Trunmore Bay, ligt het Porcupine Strand. Het betreft een zeer afgelegen kuststrook bestaande uit zo'n 40 km aan grote en voortreffelijke zandstranden. In 2016 riep het provinciale maandblad Downhome de stranden uit als een van de "zeven wonderen van Newfoundland en Labrador".